# Décret du 1er février 1792 sur les passeports
Le décret du 1er février 1792, promulgué par l'Assemblée nationale pendant la Révolution française, alourdit considérablement les procédures concernant les passeports, qui avaient été abolis au début de la Révolution. Le décret du 25 juin 1791 était en effet très libéral, supprimant les contrôles internes et n'établissant la formalité du contrôle qu'en cas de départ hors de la patrie, mesure destinée à lutter contre les émigrés royalistes.
Le décret de février 1792 a été immédiatement suivi par une loi similaire, puis plusieurs autres décrets. Ces textes réglementaires n'ont cependant été que peu appliqués. 

## Les utilisations du passeport (avant le décret du1erfévrier 1792)
Le sauf-conduit existait déjà au Moyen Âge et servait à garantir tant les marchands que les marchandises qu'ils transportaient.
Obligatoire au XVIIe siècle pour les voyageurs qui se rendent à l'étranger et, sous l'Ancien Régime, pour le passage d'une province à l'autre.
La Révolution, au nom de l'unité intérieure, supprime les passeports intérieurs. Puis la Législative le rétablit après la fuite du roi à Varennes en juin 1791. Louis XVI avait alors voyagé, sans signalement physique, inscrit sur le passeport de la baronne de Korff en tant que serviteur enregistré; les passeports n'étaient alors pas encore individuels.

## Le texte du décret du1erfévrier 1792
- Art. 1er : « Toute personne qui voudra voyager dans le royaume, sera tenue, jusqu'à ce qu'il en ait été autrement ordonné, de se munir d'un passeport. »
- Art. 5 : « Les Français ou étrangers qui voudront sortir du royaume le déclareront à la municipalité du lieu de résidence et il sera fait mention de leur déclaration dans le passeport. »

Le passeport d'un étranger doit préciser sa nationalité.